# بيجارية راتينجية
بيجارية راتينجية (الاسم العلمي:Bejaria resinosa) هي نوع من النباتات يتبع جنس البيجارية من الفصيلة الخلنجية.